# Australië op de Olympische Zomerspelen 2004
Australië nam deel aan de Olympische Zomerspelen 2004 in Athene, Griekenland. Met 482 sporters was het na de Verenigde Staten de grootste ploeg. Een recordaantal van 17 gouden medailles werd gewonnen. Dat was er één meer dan in 2000 toen de Spelen in eigen land werden gehouden.

## Medailleoverzicht
| Sport  | Olympiër | Discipline     | Medaille                      |
| ------ | --- | -------------- | ----------------------------- |
| Goud   | Michael Brennan Dean Butler Jamie Dwyer Nathan Eglington Troy Elder Bevan George Robert Hammond Mark Hickman Mark Knowles Brent Livermore Michael McCann Stephen Mowlam Grant Schubert Matthew Wells | Hockey         | mannen                        |
| Goud   | Drew Ginn James Tomkins | Roeien         | twee-zonder (m)               |
| Goud   | Suzanne Balogh | Schietsport    | trap (v)                      |
| Goud   | Chantelle Newbery | Schoonspringen | 10 m toren (v)                |
| Goud   | Ryan Bayley | Wielrennen     | sprint (m)                    |
| Goud   | Ryan Bayley | Wielrennen     | keirin (m)                    |
| Goud   | Graeme Brown Stuart O'Grady | Wielrennen     | ploegkoers (m)                |
| Goud   | Graeme Brown Peter Dawson Brett Lancaster Brad McGee Luke Roberts Stephen Wooldridge | Wielrennen     | ploegenachtervolging (m)      |
| Goud   | Anna Meares | Wielrennen     | tijdrit (v)                   |
| Goud   | Sara Carrigan | Wielrennen     | wegwedstrijd (v)              |
| Goud   | Ian Thorpe | Zwemmen        | 200m vrije slag (m)           |
| Goud   | Ian Thorpe | Zwemmen        | 400m vrije slag (m)           |
| Goud   | Grant Hackett | Zwemmen        | 1500m vrije slag (m)          |
| Goud   | Jodie Henry | Zwemmen        | 100m vrije slag (v)           |
| Goud   | Petria Thomas | Zwemmen        | 100m vlinderslag (v)          |
| Goud   | Jodie Henry Lisbeth Lenton Sarah Ryan Alice Tait Petria Thomas | Zwemmen        | 4×100 m vrije slag (v)        |
| Goud   | Jodie Henry Brooke Hanson Leisel Jones Giaan Rooney Jessicah Schipper Alice Tait Petria Thomas | Zwemmen        | 4×100 m wisselslag (v)        |
| Zilver | Patrick Dwyer Clinton Hill Mark Ormrod John Steffensen | Atletiek       | 4×100 m (m)                   |
| Zilver | Suzy Batkovic Sandy Brondello Trisha Fallon Kristi Harrower Lauren Jackson Natalie Porter Alicia Poto Belinda Snell Rachael Sporn Laura Summerton Penny Taylor Allison Tranquilli | Basketbal      | vrouwen                       |
| Zilver | Craig Anderson Tom Brice Adrian Burnside Gavin Fingleson Paul Gonzalez Nick Kimpton Brendan Kingman Craig Lewis Graeme Lloyd David Nilsson Trent Oeltjen Wayne Ough Chris Oxspring Brett Roneberg Ryan Rowland-Smith John Stephens Phil Stockman Brett Tamburrino Rich Thompson Andrew Utting Rodney Van Buizen Ben Wigmore Glenn Williams Jeff Williams | Honkbal        | mannen                        |
| Zilver | Nathan Baggaley | Kanovaren      | K-1 500 m (m)                 |
| Zilver | Nathan Baggaley Clint Robinson | Kanovaren      | K-2 500 m (m)                 |
| Zilver | Simon Burgess Ben Cureton Anthony Edwards Glen Loftus | Roeien         | lichte vier-zonder            |
| Zilver | Mathew Helm | Schoonspringen | 10 m toren (m)                |
| Zilver | Sandra Allen Marissa Carpadios Fiona Crawford Amanda Doman Peta Edebone Tanya Harding Natalie Hodgskin Simmone Morrow Tracey Mosley Stacey Porter Melanie Roche Natalie Titcume Natalie Ward Brooke Wilkins Kerry Wyborn | Softbal        | vrouwen                       |
| Zilver | Loretta Harrop | Triatlon       | vrouwen                       |
| Zilver | Bradley McGee | Wielrennen     | individuele achtervolging (m) |
| Zilver | Katie Mactier | Wielrennen     | individuele achtervolging (v) |
| Zilver | Grant Hackett | Zwemmen        | 400 m vrije slag (m)          |
| Zilver | Grant Hackett Michael Klim Antony Matkovich Todd Pearson Nicholas Sprenger Craig Stevens Ian Thorpe | Zwemmen        | 4×200 m vrije slag (m)        |
| Zilver | Brooke Hanson | Zwemmen        | 100m schoolslag (v)           |
| Zilver | Leisel Jones | Zwemmen        | 200m schoolslag (v)           |
| Zilver | Petria Thomas | Zwemmen        | 200m vlinderslag (v)          |
| Brons  | Nathan Deakes | Atletiek       | 20 km snelwandelen (m)        |
| Brons  | Jane Saville | Atletiek       | 20 km snelwandelen (v)        |
| Brons  | Tim Cuddihy | Boogschieten   | mannen                        |
| Brons  | Boden Hanson Mike McKay Stuart Reside Geoff Stewart James Stewart Stephen Stewart Stefan Szczurowski Michael Toon Stuart Welch | Roeien         | acht (m)                      |
| Brons  | Amber Bradley Dana Faletic Kerry Hore Rebecca Sattin | Roeien         | vier-zonder (v)               |
| Brons  | Adam Vella | Schietsport    | trap (m)                      |
| Brons  | Steven Barnett Robert Newbery | Schoonspringen | 3m plank synchroon (m)        |
| Brons  | Mathew Helm Robert Newbery | Schoonspringen | 10m toren synchroon (m)       |
| Brons  | Loudy Tourky | Schoonspringen | 10m toren (v)                 |
| Brons  | Irina Lasjko Chantelle Newbery | Schoonspringen | 3m plank synchroon (v)        |
| Brons  | Alicia Molik | Tennis         | enkelspel (v)                 |
| Brons  | Shane Kelly | Wielrennen     | keirin (m)                    |
| Brons  | Anna Meares | Wielrennen     | sprint (v)                    |
| Brons  | Michael Rogers | Wielrennen     | tijdrit (m)                   |
| Brons  | Ian Thorpe | Zwemmen        | 100m vrije slag (m)           |
| Brons  | Lisbeth Lenton | Zwemmen        | 50m vrije slag (v)            |
| Brons  | Leisel Jones | Zwemmen        | 100m schoolslag (v)           |

## Deelnemers en resultaten per onderdeel

### Atletiek
| Olympiër                                               | Discipline               | Resultaat | Prestatie |
| ------------------------------------------------------ | ------------------------ | --------- | --- |
| Joshua Ross                                            | 100m (m)                 | 20e       | serie 7: 3e in 10,24 (PB) kwartfinale 4: 5e in 10,22 (PB) |
| Adam Miller                                            | 200m (m)                 | 46e       | serie 5: 8e in 21,31 |
| Clinton Hill                                           | 400m (m)                 | 18e       | serie 8: 4e in 45,89 |
| Casey Vincent                                          | 400m (m)                 | 22e       | serie 2: 4e in 46,09 |
| Craig Mottram                                          | 5000m (m)                | 46e       | serie 1: 4e in 13.21,88 finale: 8e in 13.25,70 |
| Peter Nowill                                           | 3000m steeplechase (m)   | 24e       | serie 3: 7e in 8.29,14 |
| Adam Basil Paul Di Bella Patrick Johnson Joshua Ross   | 4x100m (m)               | 24e       | serie 1: 3e in 38,49 finale: 6e in 38,56 |
| John Steffensen Mark Ormrod Patrick Dwyer Clinton Hill | 4x100m (m)               | Zilver    | serie 1: 4e in 3.03,06 finale: 2e in 3.00,60 |
| Sisay Bezabeh                                          | marathon (m)             | 60e       | 2:25.26 |
| Nicholas Harrison                                      | marathon (m)             | 45e       | 2:21.42 |
| Lee Troop                                              | marathon (m)             | 28e       | 2:18.46 |
| Luke Adams                                             | 20km snelwandelen (m)    | 16e       | 1:23.52 |
| Nathan Deakes                                          | 20km snelwandelen (m)    | Brons     | 1:20.02 |
| Luke Adams                                             | 50km snelwandelen (m)    | DSQ       | gediskwaliceerd |
| Andrew Murphy                                          | hink-stap-springen (m)   | 14e       | kwalificatie groep A: 8e met 16,82m |
| Paul Burgess                                           | polsstokhoogspringen (m) | 11e       | kwalificatie groep B: 2e met 5,70m finale: 11e met 5,55 |
| Steven Hooker                                          | polsstokhoogspringen (m) | 28e       | kwalificatie groep A: 15e met 5,30m |
| Dmitri Markov                                          | polsstokhoogspringen (m) | 22e       | kwalificatie groep A: 12e met 5,50m |
| Justin Anlezark                                        | kogelstoten (m)          | 7e        | kwalificatie groep A: 4e met 20,45m finale: 7e in 20,31 |
| Oliver Dziubak                                         | speerwerpen (m)          | 19e       | kwalificatie groep B: 10e met 78,53m |
| William Hamlyn-Harris                                  | speerwerpen (m)          | 21e       | kwalificatie groep A: 10e met 77,43m |
| Stuart Rendell                                         | kogelslingeren (m)       | 26e       | kwalificatie groep A: 11e met 72,61m |
|                                                        |                          |           | |
| Lauren Hewitt                                          | 200m (v)                 | 28e       | serie 7: 4e in 22,87 kwartfinale 4: 8e in 23,44 |
| Tamsyn Lewis                                           | 800m (v)                 | 26e       | serie 3: 5e in 2.02,67 |
| Sarah Jamieson                                         | 1500m (v)                | 30e       | serie 3: 11e in 4.09,25 |
| Benita Johnson                                         | 10000m (v)               | 24e       | 32.32,01 |
| Haley McGregor                                         | 10000m (v)               | 25e       | 33.35,27 |
| Jana Pittman                                           | 400m horden (v)          | 30e       | serie 2: 1e in 54,83 halve finale 1: 2e in 54,05 finale: 5e in 53,92 |
| Kerryn McCann                                          | marathon (v)             | 31e       | 2:41.41 |
| Jane Saville                                           | 20km snelwandelen (v)    | Brons     | 1:29.25 |
| Natalie Saville                                        | 20km snelwandelen (v)    | 36e       | 1:36.54 |
| Cheryl Webb                                            | 20km snelwandelen (v)    | 38e       | 1:37.40 |
| Bronwyn Thompson                                       | verspringen (v)          | 31e       | kwalificatie groep B: 2e met 6,80m finale: 4e met 6,96m |
| Petrina Price                                          | hoogspringen (v)         | 34e       | kwalificatie groep A: 17e met 1,80m |
| Kym Howe                                               | polsstokhoogspringen (v) | 16e       | kwalificatie groep B: 10e met 4,30m |
| Bronwyn Eagles                                         | kogelslingeren (v)       | 32e       | kwalificatie groep A: 16e met 64,09m |
| Brooke Krueger                                         | kogelslingeren (v)       | 33e       | kwalificatie groep A: 17e met 63,88m |
| Debbie Sosimenko                                       | kogelslingeren (v)       | 44e       | kwalificatie groep B: 22e met 57,79m |
| Kylie Wheeler                                          | zevenkamp (v)            | 18e       | 100m horden: 22e in 13,88 (995 punten) hoogspringen: 11e met 1,79m (966 punten) kogelstoten: 16e met 13,18m (739 punten) 200m: 8e in 24,35 (947 punten) verspringen: 4e met 6,36m (962 punten) speerwerpen: 27e met 37,77m (625 punten) 800m: 17e in 2.17,65 totaal: 6090 punten |

### Badminton
| Olympiër                        | Discipline     | Resultaat | Prestatie                                               |
| ------------------------------- | -------------- | --------- | ------------------------------------------------------- |
| Stuart Brehaut                  | enkelspel (m)  | 17e       | 1e ronde: V van KOR Hyun-Il: 3-15, 2-15                 |
| Ashley Brehaut Travis Denney    | dubbelspel (m) | 17e       | 1e ronde: V van THA Panvisvas/Teerawiwatana: 3-15, 9-15 |
|                                 |                |           |                                                         |
| Lenny Permana                   | enkelspel (v)  | 17e       | 1e ronde: V van GBR Morgan: 5-15, 3-15                  |
| Jane Crabtree Kate Wilson-Smith | dubbelspel (v) | 17e       | 1e ronde: V van DEN Harder/Schjoldager: 2-15, 3-15      |
|                                 |                |           |                                                         |
| Travis Denney Kate Wilson-Smith | dubbelspel (g) | 17e       | 1e ronde: V van GER Siegemund/Pitro: 5-15, 15-8, 4-15   |

### Basketbal

#### Mannen
| Olympiër | Discipline | Resultaat | Prestatie |
| --- | ---------- | --------- | --- |
| David Andersen Andrew Bogut Calvin Bruton Martin Cattalini Mitchell Gollan Shane Heal Brett Maher Matthew Nielsen John Rillie Thomas Robinson Paul Rogers Tony Ronaldson Glen Saville Jason Smith | mannen     | 9e        | groepsfase: 5e V van Griekenland: 54-76 W van Angola: 83-59 V van Verenigde Staten: 79-89 V van Puerto Rico: 82-87 V van Litouwen: 85-100 9-10e plek: W van Nieuw-Zeeland: 98-80 |

| Groep B |                  |             |             |             |            |            |            |        |
| #       | Land             | Wedstrijden | Wedstrijden | Wedstrijden | Doelpunten | Doelpunten | Doelpunten | Punten |
| #       | Land             | G           | W           | V           | V          | T          | Saldo      | Punten |
| 1       | Litouwen         | 5           | 5           | 0           | 468        | 414        | +54        | 10     |
| 2       | Griekenland      | 5           | 3           | 2           | 389        | 343        | +46        | 8      |
| 3       | Puerto Rico      | 5           | 3           | 2           | 410        | 411        | −1         | 8      |
| 4       | Verenigde Staten | 5           | 3           | 2           | 418        | 389        | +29        | 8      |
| 5       | Australië        | 5           | 1           | 4           | 383        | 411        | −28        | 6      |
| 6       | Angola           | 5           | 0           | 5           | 321        | 421        | −100       | 5      |

| Ronde       | Datum  | Plaats           | Land   | Score       | Land |
| ----------- | ------ | ---------------- | ------ | ----------- | ---- |
| Groepsfase  |        |                  |        |             |      |
| 15 augustus | Athene | Griekenland      | 76-54  | Australië   |      |
| 17 augustus | Athene | Australië        | 83-59  | Angola      |      |
| 19 augustus | Athene | Verenigde Staten | 89-79  | Australië   |      |
| 21 augustus | Athene | Australië        | 82-87  | Puerto Rico |      |
| 23 augustus | Athene | Litouwen         | 100-85 | Australië   |      |
| 9-10e plek  |        |                  |        |             |      |
| 24 augustus | Athene | Litouwen         | 80-98  | Australië   |      |

#### Vrouwen
| Olympiër | Discipline | Resultaat | Prestatie |
| --- | ---------- | --------- | --- |
| Suzy Batkovic Sandy Brondello Trisha Fallon Kristi Harrower Lauren Jackson Natalie Porter Alicia Poto Belinda Snell Rachael Sporn Laura Summerton Penny Taylor Allison Tranquilli | vrouwen    | Zilver    | groepsfase: 1e W van Nigeria: 85-73 W van Rusland: 75-56 W van Japan: 97-78 W van Griekenland: 77-40 W van Brazilië: 84-66 kwartfinale: W van Nieuw-Zeeland: 94-55 halve finale: W van Brazilië: 88-75 finale: V van Verenigde Staten: 63-74 |

| Groep A |             |             |             |             |            |            |            |        |
| #       | Land        | Wedstrijden | Wedstrijden | Wedstrijden | Doelpunten | Doelpunten | Doelpunten | Punten |
| #       | Land        | G           | W           | V           | V          | T          | Saldo      | Punten |
| 1       | Australië   | 5           | 5           | 0           | 418        | 313        | +105       | 10     |
| 2       | Rusland     | 5           | 4           | 1           | 389        | 333        | +56        | 9      |
| 3       | Brazilië    | 5           | 3           | 2           | 430        | 361        | +69        | 8      |
| 4       | Griekenland | 5           | 2           | 3           | 353        | 392        | −39        | 7      |
| 5       | Japan       | 5           | 1           | 4           | 384        | 485        | −101       | 6      |
| 6       | Nigeria     | 5           | 0           | 5           | 335        | 422        | −87        | 5      |

| Ronde        | Datum  | Plaats    | Land  | Score         | Land |
| ------------ | ------ | --------- | ----- | ------------- | ---- |
| Groepsfase   |        |           |       |               |      |
| 14 augustus  | Athene | Australië | 85-73 | Nigeria       |      |
| 16 augustus  | Athene | Rusland   | 56-75 | Australië     |      |
| 18 augustus  | Athene | Japan     | 78-97 | Australië     |      |
| 20 augustus  | Athene | Australië | 77-40 | Griekenland   |      |
| 22 augustus  | Athene | Brazilië  | 66-84 | Australië     |      |
| Kwartfinale  |        |           |       |               |      |
| 25 augustus  | Athene | Australië | 94-55 | Nieuw-Zeeland |      |
| Halve finale |        |           |       |               |      |
| 27 augustus  | Athene | Australië | 88-75 | Brazilië      |      |
| Finale       |        |           |       |               |      |
| 28 augustus  | Athene | Australië | 63-74 | Nieuw-Zeeland |      |

### Boksen
| Olympiër            | Discipline | Resultaat | Prestatie                                                                      |
| ------------------- | ---------- | --------- | ------------------------------------------------------------------------------ |
| Peter Wakefield     | -48kg (m)  | 9e        | 1e ronde: vrij 2e ronde: V van NAM Jermia: 20-29                               |
| Bradley Hore        | -51kg (m)  | 17e       | 1e ronde: V van USA Siler: 18-32                                               |
| Joel Brunker        | -54kg (m)  | 17e       | 1e ronde: V van AZE Mammadov: puntenovermacht                                  |
| Ryan Langham        | -57kg (m)  | 17e       | 1e ronde: V van ROU Simion: 15-40                                              |
| Anthony Little      | -60kg (m)  | 9e        | 1e ronde: W van TUN Chobba: 27-8 2e ronde: V van RUS Khrachev: puntenovermacht |
| Anoushirvan Nourian | -64kg (m)  | 9e        | 1e ronde: W van SEY Julie: 51-22 2e ronde: V van ITA di Rocco: 25-33           |
| Gerard O'Mahony     | -69kg (m)  | 17e       | 1e ronde: V van UKR Polyakov: 27-54                                            |
| Jamie Pittman       | -75kg (m)  | 17e       | 1e ronde: V van GER Wilaschek: 23-24                                           |
| Adam Forsyth        | -91kg (m)  | 5e        | 1e ronde: W van CRO Đipalo: 32-22 kwartfinale: V van EGY Elsayed: 12-27        |

### Boogschieten
| Olympiër                                         | Discipline      | Resultaat | Prestatie |
| ------------------------------------------------ | --------------- | --------- | --- |
| David Barnes                                     | individueel (m) | 36e       | plaatsingsronde: 39e met 641 punten 1e ronde: V van SWE Andersson: 137-141 |
| Tim Cuddihy                                      | individueel (m) | Brons     | plaatsingsronde: 12e met 663 punten 1e ronde: W van FRA Naglieri: 148-127 2e ronde: W van GER Frankenberg: 164-163 3e ronde: W van KOR Yong-ho: 166-165 kwartfinale: W van KOR Kyung-mo: 112-111 halve finale: V van JPN Yamamoto: 115-115 (9-10) bronzen finale: W van GBR Godfrey: 113-112 |
| Simon Fairweather                                | individueel (m) | 50e       | plaatsingsronde: 20e met 658 punten 1e ronde: V van BLR Prylepau: 137-141 |
| David Barnes Tim Cuddihy Simon Fairweather       | team (m)        | 6e        | plaatsingsronde: 7e met 1962 punten 1e ronde: W van India: 248-236 kwartfinale: V van Chinees Taipei: 247-250 |
|                                                  |                 |           | |
| Deonne Bridger                                   | individueel (v) | 41e       | plaatsingsronde: 39e met 620 punten 1e ronde: V van KAZ Beloslydtseva: 145-150 |
| Jo-Ann Galbraith                                 | individueel (v) | 62e       | plaatsingsronde: 57e met 596 punten 1e ronde: V van GRE Psarra: 116-138 |
| Melissa Jennison                                 | individueel (v) | 19e       | plaatsingsronde: 29e met 628 punten 1e ronde: W van USA Arnold: 132-121 2e ronde: V van CHN Ying: 158-158 (8-9) |
| Deonne Bridger Jo-Ann Galbraith Melissa Jennison | team (v)        | 6e        | plaatsingsronde: 15e met 1844 punten 1e ronde: V van China: 233-248 |

### Gewichtheffen
| Olympiër        | Discipline | Resultaat | Prestatie                                                        |
| --------------- | ---------- | --------- | ---------------------------------------------------------------- |
| Sergo Chakhoyan | -85kg (m)  | DNF       | trekken: 3e met 175 kg stoten: geen geldige poging               |
|                 |            |           |                                                                  |
| Deborah Lovely  | -75kg (v)  | 13e       | trekken: 14e met 92,5 kg stoten: 13e met 115 kg totaal: 207,5 kg |

### Gymnastiek
| Olympiër                                                                                | Discipline               | Resultaat | Prestatie                                                         |
| Ritmisch                                                                                | Ritmisch                 | Ritmisch  | Ritmisch                                                          |
| --------------------------------------------------------------------------------------- | ------------------------ | --------- | ----------------------------------------------------------------- |
| Penelope Blackmore                                                                      | individueel (v)          | 23e       | kwalificatie: 23e met 73,050 punten                               |
| Trampoline                                                                              |                          |           |                                                                   |
| Lesley Daly                                                                             | trampoline (v)           | 13e       | kwalificatie: 13e met 58,90 punten                                |
| Turnen                                                                                  |                          |           |                                                                   |
| Philippe Rizzo                                                                          | paard voltige (m)        | 70e       | kwalificatie: 70e met 8,700 punten                                |
| Philippe Rizzo                                                                          | brug (m)                 | 12e       | kwalificatie: 12e met 9,700 punten                                |
| Philippe Rizzo                                                                          | rekstok (m)              | 66e       | kwalificatie: 66e met 8,950 punten                                |
|                                                                                         |                          |           |                                                                   |
| Allana Slater                                                                           | balk (v)                 | 8e        | kwalificatie: 7e met 9,587 punten finale: 8e met 8,750 punten     |
| Stephanie Moorhouse                                                                     | meerkamp individueel (v) | 70e       | kwalificatie: 30e met 36,224 punten finale: 20e met 35,723 punten |
| Monette Russo                                                                           | meerkamp individueel (v) | 25e       | kwalificatie: 25e met 36,436 punten                               |
| Allana Slater                                                                           | meerkamp individueel (v) | 10e       | kwalificatie: 17e met 37,011 punten finale: 10e met 37,099 punten |
| Stephanie Moorhouse Melissa Munro Karen Nguyen Monette Russo Lisa Skinner Allana Slater | meerkamp team (v)        | 8e        | kwalificatie: 8e met 147,419 punten                               |

### Hockey

#### Mannen
| Olympiër | Discipline | Resultaat | Prestatie |
| --- | ---------- | --------- | --- |
| Michael Brennan Dean Butler Liam De Young Jamie Dwyer Nathan Eglington Troy Elder Bevan George Robert Hammond Mark Hickman Mark Knowles Brent Livermore Michael McCann Stephen Mowlam Grant Schubert Matthew Wells | mannen     | Goud      | groep B: 2e W van Nieuw-Zeeland: 4-1 G van Argentinië: 2-2 W van India: 4-3 W van Zuid-Afrika V van Nederland: 1-2 halve finale: W van Spanje: 6-3 finale: W van Nederland: 2-1 |

| Groep B |               |             |             |             |             |            |            |            |        |
| #       | Land          | Wedstrijden | Wedstrijden | Wedstrijden | Wedstrijden | Doelpunten | Doelpunten | Doelpunten | Punten |
| #       | Land          | G           | W           | G           | V           | V          | T          | Saldo      | Punten |
| 1       | Nederland     | 5           | 5           | 0           | 0           | 16         | 9          | +7         | 11     |
| 2       | Australië     | 5           | 3           | 1           | 1           | 14         | 10         | +4         | 8      |
| 3       | Nieuw-Zeeland | 5           | 3           | 0           | 2           | 13         | 11         | +2         | 8      |
| 4       | India         | 5           | 1           | 1           | 3           | 11         | 13         | −2         | 5      |
| 5       | Zuid-Afrika   | 5           | 1           | 0           | 4           | 9          | 15         | −6         | 5      |
| 6       | Argentinië    | 5           | 0           | 2           | 3           | 8          | 13         | −5         | 2      |

| Ronde        | Datum  | Plaats      | Land | Score         | Land |
| ------------ | ------ | ----------- | ---- | ------------- | ---- |
| Groepsfase   |        |             |      |               |      |
| 15 augustus  | Athene | Australië   | 4-1  | Nieuw-Zeeland |      |
| 17 augustus  | Athene | Argentinië  | 2-2  | Australië     |      |
| 19 augustus  | Athene | Australië   | 4-3  | India         |      |
| 21 augustus  | Athene | Zuid-Afrika | 2-3  | Australië     |      |
| 23 augustus  | Athene | Australië   | 1-2  | Nederland     |      |
| Halve finale |        |             |      |               |      |
| 25 augustus  | Athene | Spanje      | 3-6  | Australië     |      |
| Finale       |        |             |      |               |      |
| 27 augustus  | Athene | Nederland   | 1-2  | Australië     |      |

#### Vrouwen
| Olympiër | Discipline | Resultaat | Prestatie |
| --- | ---------- | --------- | --- |
| Katie Allen Carmel Bakurski Toni Cronk Louise Dobson Suzanne Faulkner Peta Gallagher Emily Halliday Nikki Hudson Rachel Imison Bianca Netzler Katrina Powell Angie Skirving Karen Smith Sarah Taylor Julie Towers Melanie Twitt | vrouwe     | 5e        | groep B: 4e V van Duitsland: 1-2 W van Zuid-Afrika: 3-0 G van Zuid-Korea: 2-2 V van Nederland: 0-1 5-8e plek: W van Japan: 3-1 5-6e plek: W van Nieuw-Zeeland: 3-0 |

| Groep B |             |             |             |             |             |            |            |            |        |
| #       | Land        | Wedstrijden | Wedstrijden | Wedstrijden | Wedstrijden | Doelpunten | Doelpunten | Doelpunten | Punten |
| #       | Land        | G           | W           | G           | V           | V          | T          | Saldo      | Punten |
| 1       | Nederland   | 4           | 4           | 0           | 0           | 14         | 5          | +9         | 11     |
| 2       | Duitsland   | 4           | 2           | 0           | 2           | 6          | 10         | −4         | 8      |
| 3       | Zuid-Korea  | 4           | 1           | 1           | 2           | 9          | 8          | +1         | 8      |
| 4       | Australië   | 4           | 1           | 1           | 2           | 6          | 5          | +1         | 5      |
| 5       | Zuid-Afrika | 4           | 1           | 0           | 3           | 5          | 12         | −7         | 5      |

| Ronde       | Datum  | Plaats        | Land | Score     | Land |
| ----------- | ------ | ------------- | ---- | --------- | ---- |
| Groepsfase  |        |               |      |           |      |
| 14 augustus | Athene | Australië     | 1-2  | Duitsland |      |
| 16 augustus | Athene | Zuid-Afrika   | 0-3  | Australië |      |
| 20 augustus | Athene | Zuid-Korea    | 2-2  | Australië |      |
| 22 augustus | Athene | Australië     | 0-1  | Nederland |      |
| 5-8e plek   |        |               |      |           |      |
| 24 augustus | Athene | Japan         | 1-3  | Australië |      |
| 5-6e plek   |        |               |      |           |      |
| 27 augustus | Athene | Nieuw-Zeeland | 0-3  | Australië |      |

### Honkbal
| Olympiër | Discipline | Resultaat | Prestatie |
| --- | ---------- | --------- | --- |
| Craig Anderson Tom Brice Adrian Burnside Gavin Fingleson Paul Gonzalez Nick Kimpton Brendan Kingman Craig Lewis Graeme Lloyd David Nilsson Trent Oeltjen Wayne Ough Chris Oxspring Brett Roneberg Ryan Rowland-Smith John Stephens Phil Stockman Brett Tamburrino Rich Thompson Andrew Utting Rodney Van Buizen Ben Wigmore Glenn Williams Jeff Williams | mannen     | Zilver    | groepsfase: 4e V van Cuba: 1-4 V van Chinees Taipei: 0-3 W van Italië: 6-0 W van Japan: 9-4 W van Griekenland: 11-6 W van Nederland: 22-2 V van Canada: 0-11 halve finale: W van Japan: 1-0 finale: V van Cuba: 2-6 |

| Groepsfase |                |             |             |             |
| #          | Land           | Wedstrijden | Wedstrijden | Wedstrijden |
| #          | Land           | G           | W           | V           |
| 1          | Japan          | 7           | 6           | 1           |
| 2          | Cuba           | 7           | 6           | 1           |
| 3          | Canada         | 7           | 5           | 2           |
| 4          | Australië      | 7           | 4           | 3           |
| 5          | Chinees Taipei | 7           | 3           | 4           |
| 6          | Nederland      | 7           | 2           | 5           |
| 7          | Griekenland    | 7           | 1           | 6           |
| 8          | Italië         | 7           | 1           | 6           |

| Ronde        | Datum  | Plaats         | Land | Score     | Land |
| ------------ | ------ | -------------- | ---- | --------- | ---- |
| Groepsfase   |        |                |      |           |      |
| 15 augustus  | Athene | Australië      | 1-4  | Cuba      |      |
| 16 augustus  | Athene | Chinees Taipei | 2-0  | Australië |      |
| 17 augustus  | Athene | Australië      | 6-0  | Italië    |      |
| 18 augustus  | Athene | Australië      | 9-4  | Japan     |      |
| 20 augustus  | Athene | Griekenland    | 11-6 | Australië |      |
| 21 augustus  | Athene | Australië      | 22-2 | Nederland |      |
| 22 augustus  | Athene | Canada         | 0-11 | Australië |      |
| Halve finale |        |                |      |           |      |
| 24 augustus  | Athene | Australië      | 1-0  | Japan     |      |
| Finale       |        |                |      |           |      |
| 26 augustus  | Athene | Cuba           | 2-6  | Australië |      |

### Judo
| Olympiër               | Discipline | Resultaat | Prestatie |
| ---------------------- | ---------- | --------- | --- |
| Scott Fernandis        | -60kg (m)  | 17e       | 1e ronde: vrij 2e ronde: V van GBR Fallon: ippon |
| Heath Young            | -66kg (m)  | 13e       | 1e ronde: W van BOL José Paz: waza-ari 2e ronde: V van CUB Arencibia: ippon herkansing 1: V van VEN Ortíz: ippon                                                           |
| Andrew Collett         | -73kg (m)  | 21e       | 1e ronde: vrij 2e ronde: V van POL Wiłkomirski: ippon |
| Morgan Endicott-Davies | -81kg (m)  | 9e        | 1e ronde: V van GRE Iliadis: ippon herkansing 1: W van ARG Sganga: ippon herkansing 2: V van KOR Young-woo: ippon                                                          |
| Daniel Kelly           | -90kg (m)  | 7e        | 1e ronde: V van GBR Gordon: ippon herkansing 1: W van DOM Gerladino: ippon herkansing 2: W van BRA Honorato: yuko herkansing 3: V van RUS Taov: waza-ari                   |
| Martin Kelly           | -100kg (m) | 17e       | 1e ronde: vrij 2e ronde: W van BAR Kirk Jackman: ippon 3e ronde: V van JPN Inoue: ippon                                                                                    |
| Semir Pepic            | +100kg (m) | 9e        | 1e ronde: vrij 2e ronde: W van COL Camacho: ippon 3e ronde: W van USA Boonzaayer: ippon kwartfinale: V van IRI Miran: waza-ari herkansing 1: V van TUR Tataroğlu: waza-ari |
|                        |            |           | |
| Sonya Chervonsky       | -48kg (v)  | 13e       | 1e ronde: V van FRA Jossinet: waza-ari herkansing: V van BLR Moskvina: ippon                                                                                               |
| Maria Pekli            | -57kg (v)  | 20e       | 1e ronde: V van SUI Göldi: ippon |
| Carly Dixon            | -63kg (v)  | 15e       | 1e ronde: vrij 2e ronde: V van FRA Décosse: ippon |
| Catherine Arlove       | -70kg (v)  | 5e        | 1e ronde: vrij 2e ronde: W van CZE Pažoutová: ippon kwartfinale: W van PRK Ryon-mi: ippon halve finale: V van JPN Ueno: ippon bronzen finale: V van CHN Dongya: waza-ari   |
| Jessica Malone         | +78kg (v)  | 9e        | 1e ronde: vrij 2e ronde: V van JPN Tsukada: ippon herkansing 1: V van UKR Prokofyeva: ippon                                                                                |

### Kanovaren
| Olympiër                                              | Discipline    | Resultaat | Prestatie                                                                     |
| Slalom                                                | Slalom        | Slalom    | Slalom                                                                        |
| ----------------------------------------------------- | ------------- | --------- | ----------------------------------------------------------------------------- |
| Robin Bell                                            | C-1 (m)       | 4e        | voorronde: 12e in 212,68 halve finale: 4e in 97,48 finale: 4e in 192,83       |
| Mark Bellofiore Lachlan Milne                         | C-2 (m)       | 12e       | voorronde: 12e in 278,36                                                      |
| Warwick Draper                                        | K-1 (m)       | 9e        | voorronde: 18e in 201,10 halve finale: 10e in 97,03 finale: 9e in 197,43      |
|                                                       |               |           |                                                                               |
| Louise Natoli                                         | K-1 (v)       | 7e        | voorronde: 8e in 227,21 halve finale: 9e in 113,24 finale: 7e in 227,44       |
| Sprint                                                |               |           |                                                                               |
| Martin Marinov                                        | C-1 500m (m)  | 10e       | serie 1: 2e in 1.49,698 halve finale 2: 4e in 1.51,219                        |
| Nathan Baggaley                                       | K-1 500m (m)  | Zilver    | serie 1: 2e in 1.37,997 halve finale 3: 2e in 1.39,031 finale: 2e in 1.38,467 |
| Nathan Baggaley                                       | K-1 1000m (m) | 4e        | serie 3: 2e in 3.29,414 halve finale 1: 1e in 3.28,417 finale: 4e in 3.28,810 |
| Nathan Baggaley Clint Robinson                        | K-2 500m (m)  | Zilver    | serie 2: 4e in 1.30,869 halve finale 2: 2e in 1.30,710 finale: 2e in 1.27,920 |
| Daniel Collins David Rhodes                           | K-2 1000m (m) | 4e        | serie 1: 3e in 3.11,272 finale: 4e in 3.19,956                                |
|                                                       |               |           |                                                                               |
| Amanda Rankin                                         | K-1 500m (v)  | 14e       | serie 2: 7e in 1.56,678 halve finale 1: 8e in 1.56,198                        |
| Paula Harvey Susan Tegg                               | K-2 500m (v)  | 18e       | serie 2: 7e in 1.46,319 halve finale: 9e in 1.51,402                          |
| Kate Barclay Chantal Meek Lisa Oldenhof Amanda Rankin | K-4 500m (v)  | 8e        | serie 1: 4e in 1.35,078 halve finale: 1e in 1.33,977 finale: 6e in 1.38,116   |

### Moderne vijfkamp
| Olympiër          | Discipline | Resultaat | Prestatie |
| ----------------- | ---------- | --------- | --- |
| Alexander Parygin | mannen     | 27e       | schietsport: 28e met 964 punten schermen: 23e met 748 punten zwemmen: 28e met 1192 punten paardensport: 26e met 1004 punten atletiek: 17e met 996 punten totaal: 4904 punten |
|                   |            |           | |
| Eszter Hortobagyi | vrouwen    | 20e       | schietsport: 18e met 964 punten schermen: 29e met 692 punten zwemmen: 26e met 1128 punten paardensport: 5e met 1144 punten atletiek: 11e met 1036 punten totaal: 4964 punten |

### Paardensport
| Olympiër                                                         | Discipline  | Resultaat | Prestatie |
| Dressuur                                                         | Dressuur    | Dressuur  | Dressuur |
| ---------------------------------------------------------------- | ----------- | --------- | --- |
| Mary Hanna                                                       | individueel | 39e       | Grand Prix Test: 39e met 65,500% |
| Erica MacMillan                                                  | individueel | 37e       | Grand Prix Test: 37e met 65,917% |
| Eventing                                                         |             |           | |
| Olivia Bunn                                                      | individueel | DNF       | dressuur: 16e met 45,2 strafpunten crosscountry: 18e met 1,2 strafpunten springconcours: niet gefinisht                                    |
| Phillip Dutton                                                   | individueel | 13e       | dressuur: 21e met 46,8 strafpunten crosscountry: 3e met 0 strafpunten springconcours: 12e met 4 strafpunten totaal: 62,8 strafpunten       |
| Andrew Hoy                                                       | individueel | 57e       | dressuur: 11e met 43,6 strafpunten crosscountry: 62e met 75,8 strafpunten springconcours: 57e met 16 strafpunten totaal: 135,4 strafpunten |
| Rebel Morrow                                                     | individueel | 11e       | dressuur: 7e met 40,6 strafpunten crosscountry: 24e met 1,6 strafpunten springconcours: 25e met 8 strafpunten totaal: 60,2 strafpunten     |
| Stuart Tinney                                                    | individueel | 38e       | dressuur: 27e met 48,8 strafpunten crosscountry: 6e met 0 strafpunten springconcours: 65e met 36 strafpunten totaal: 84,8 strafpunten      |
| Olivia Bunn Phillip Dutton Andrew Hoy Rebel Morrow Stuart Tinney | team        | 6e        | dressuur: 5e met 129,4 strafpunten crosscountry: 3e met 1,2 strafpunten springconcours: 10e met 28 strafpunten totaal: 185,8 strafpunten   |
| Springconcours                                                   |             |           | |
| Tim Amitrano                                                     | individueel | DNF       | kwalificatie: 1e ronde: 75e met 38 strafpunten 2e ronde: 69e met 48 strafpunten 3e ronde: niet gestart                                     |

### Roeien
| Olympiër | Discipline             | Resultaat | Prestatie                                                                                                  |
| --- | ---------------------- | --------- | --- |
| Craig Jones | skiff (m)              | 11e       | serie 2: 2e in 7.19,71 herkansingen 5: 1e in 7.06,13 halve finale 1: 4e in 7.05,94 finale B: 5e in 6.58,48 |
| George Jelbart Cameron Wurf | lichte dubbel-twee (m) | 16e       | serie 3: 4e in 6.28,94 herkansingen 4: 3e in 6.26,10 halve finale D: 1e in 6.27,68 finale C: 4e in 6.51,32 |
| Peter Hardcastle Brendan Long | dubbel-twee (m)        | 11e       | serie 1: 3e in 6.52,34 halve finale 1: 6e in 6.22,69 finale B: 5e in 6.22,57                               |
| Drew Ginn James Tomkins | twee-zonder (m)        | Goud      | serie 1: 1e in 6.55,04 halve finale 1: 1e in 6.22,60 finale: 1e in 6.30,67                                 |
| Scott Brennan Shaun Coulton David Crawshay Duncan Free                                                                            | dubbel-vier (m)        | 7e        | serie 1: 3e in 5.46,32 halve finale 1: 4e in 5.45,45 finale B: 1e in 6.02,31                               |
| Simon Burgess Ben Cureton Anthony Edwards Glen Loftus                                                                             | lichte vier-zonder (m) | Zilver    | serie 3: 1e in 5.50,24 halve finale 1: 2e in 5.55,22 finale: 2e in 5.57,43                                 |
| David Dennis Robert Jahrling Tom Laurich David McGowan                                                                            | vier-zonder (m)        | 4e        | serie 3: 1e in 6.21,97 halve finale 1: 2e in 5.51,81 finale: 4e in 6.13,06                                 |
| Bo Hanson Michael McKay Stuart Reside Geoffrey Stewart James Stewart Stephen Stewart Stefan Szczurowski Stuart Welch Michael Toon | acht (m)               | Brons     | serie 1: 1e in 5.23,23 finale: 3e in 5.45,38                                                               |
| |                        |           | |
| Amber Halliday Sally Newmarch | lichte dubbel-twee (v) | 4e        | serie 3: 1e in 6.49,90 halve finale 1: 1e in 6.54,01 finale: 4e in 6.59,91                                 |
| Donna Martin Jane Robinson | dubbel-twee (v)        | 9e        | serie 2: 4e in 7.41,20 herkansingen 1: 3e in 7.04,69                                                       |
| Amber Bradley Kerry Hore Dana Faletic Rebecca Sattin                                                                              | dubbel-vier (v)        | Brons     | serie 2: 3e in 6.23,46 herkansingen: 3e in 6.24,67 finale: 3e in 6.34,73                                   |
| Kyeema Doyle Katie Foulkes Monique Heinke Catriona Oliver Sarah Outhwaite Victoria Roberts Sally Robbins Julia Wilson Jodi Winter | acht (v)               | 6z        | serie 1: 4e in 6.02,77 herkansingen: 3e in 6.09,64 finale: 6e in 6.31,65                                   |

### Schermen
| Olympiër         | Discipline | Resultaat | Prestatie                                                              |
| ---------------- | ---------- | --------- | ---------------------------------------------------------------------- |
| Seamus Robinson  | degen (m)  | 26e       | 1e ronde: V van RUS Kolobkov: 5-15                                     |
| Frank Bartolillo | floret (m) | 27e       | 1e ronde: V van CHN Hanxiong: 8-15                                     |
|                  |            |           |                                                                        |
| Evelyn Halls     | degen (v)  | 14e       | 1e ronde: W van GRE Magkandaki: 15-5 2e ronde: V van FRA Nisima: 10-15 |

### Schieten
| Olympiër            | Discipline                 | Resultaat | Prestatie                                                                  |
| ------------------- | -------------------------- | --------- | -------------------------------------------------------------------------- |
| Matthew Inabinet    | 10m luchtgeweer (m)        | 41e       | kwalificatie: 41e met 584 punten (96-98-97-99-98-96)                       |
| Timothy Lowndes     | 10m luchtgeweer (m)        | 35e       | kwalificatie: 35e met 587 punten (97-99-96-100-97-98)                      |
| Timothy Lowndes     | 50m geweer 3 houdingen (m) | 12e       | kwalificatie: 12e met 1161 punten (398-374-389)                            |
| Timothy Lowndes     | 50m geweer liggend (m)     | 16e       | kwalificatie: 16e met 592 punten (98-99-99-100-97-99)                      |
| Warren Potent       | 50m geweer liggend (m)     | 42e       | kwalificatie: 42e met 586 punten (97-94-97-100-98-100)                     |
| David Moore         | 50m pistool (m)            | 24e       | kwalificatie: 24e met 550 punten (86-95-86-92-96-95)                       |
| Daniel Repacholi    | 50m pistool (m)            | 23e       | kwalificatie: 23e met 551 punten (97-91-93-93-87-90)                       |
| Bruce Quick         | 25m snelvuurpistool (m)    | 17e       | kwalificatie: 17e met 571 punten (97-97-89-98-99-91)                       |
| David Moore         | 10m luchtpistool (m)       | 27e       | kwalificatie: 27e met 574 punten (95-95-98-95-96-95)                       |
| Daniel Repacholi    | 10m luchtpistool (m)       | 36e       | kwalificatie: 36e met 571 punten (94-95-95-96-97-94)                       |
| George Barton       | skeet (m)                  | 29e       | kwalificatie: 29e met 118 punten (25-23-24-23-23)                          |
| Paul Rahman         | skeet (m)                  | 15e       | kwalificatie: 15e met 120 punten (25-23-24-24-24)                          |
| Michael Diamond     | trap (m)                   | 8e        | kwalificatie: 8e met 119 punten (25-22-25-24-23)                           |
| Adam Vella          | trap (m)                   | Brons     | kwalificatie: 5e met 121 punten (24-25-23-25-24) finale: 3e met 145 punten |
| Stephen Haberman    | dubbeltrap (m)             | 15e       | kwalificatie: 15e met 129 punten (43-42-44)                                |
| Tom Turner          | dubbeltrap (m)             | 19e       | kwalificatie: 19e met 126 punten (44-42-40)                                |
| Bryan Wilson        | lopend doel (m)            | 19e       | kwalificatie: 19e met 544 punten (93-87-95-92-86-91)                       |
|                     |                            |           |                                                                            |
| Susan McCready      | 10m luchtgeweer (v)        | 27e       | kwalificatie: 27e met 391 punten (97-98-97-99)                             |
| Kim Frazer          | 50m geweer 3 houdingen (v) | 32e       | kwalificatie: 32e met 567 punten (97-95-88-91-91-93)                       |
| Susan McCready      | 50m geweer 3 houdingen (v) | 25e       | kwalificatie: 25e met 567 punten (95-99-95-92-93-93)                       |
| Lalita Yauhleuskaya | 25m pistool (v)            | 10e       | kwalificatie: 10e met 578 punten (94-95-97-96-98-98)                       |
| Annette Woodward    | 25m pistool (v)            | 18e       | kwalificatie: 18e met 576 punten (94-95-95-98-95-99)                       |
| Linda Ryan          | 10m luchtpistool (v)       | 28e       | kwalificatie: 28e met 376 punten (94-97-91-94)                             |
| Lalita Yauhleuskaya | 10m luchtpistool (v)       | 21e       | kwalificatie: 21e met 379 punten (94-97-91-94)                             |
| George Barton       | skeet (v)                  | 4e        | kwalificatie: 4e met 69 punten (24-22-23) finale: 4e met 92 punten         |
| Suzanne Balogh      | trap (v)                   | Goud      | kwalificatie: 1e met 66 punten (23-23-20) finale: 1e met 88 punten         |
| Suzanne Balogh      | dubbeltrap (v)             | 13e       | kwalificatie: 13e met 97 punten (34-33-30)                                 |
| Susan Trindall      | dubbeltrap (v)             | 7e        | kwalificatie: 7e met 106 punten (35-33-38)                                 |

### Schoonspringen
| Olympiër                       | Discipline              | Resultaat | Prestatie                                                                                          |
| ------------------------------ | ----------------------- | --------- | -------------------------------------------------------------------------------------------------- |
| Steven Barnett                 | 3m plank (m)            | 12e       | voorronde: 10e met 429,09 punten halve finale: 10e met 657,69 punten finale: 12e met 620,34 punten |
| Robert Newbery                 | 3m plank (m)            | 16e       | voorronde: 17e met 397,71 punten halve finale: 16e met 614,67 punten                               |
| Mathew Helm                    | 10m toren (m)           | Zilver    | voorronde: 1e met 513,06 punten halve finale: 1e met 722,40 punten finale: 2e met 730,56 punten    |
| Robert Newbery                 | 10m toren (m)           | 8e        | voorronde: 7e met 461,91 punten halve finale: 5e met 655,89 punten finale: 8e met 640,65 punten    |
| Steven Barnett Robert Newbery  | 3m plank synchroon (m)  | Brons     | 349,59 punten                                                                                      |
| Mathew Helm Robert Newbery     | 10m toren synchroon (m) | Brons     | 366,84 punten                                                                                      |
|                                |                         |           | |
| Irina Lasjko                   | 3m plank (v)            | 7e        | voorronde: 8e met 303,66 punten halve finale: 4e met 550,17 punten finale: 7e met 551,97 punten    |
| Loudy Tourky                   | 3m plank (v)            | 6e        | voorronde: 5e met 310,65 punten halve finale: 6e met 538,44 punten finale: 6e met 566,94 punten    |
| Chantelle Newbery              | 10m toren (v)           | Goud      | voorronde: 6e met 346,95 punten halve finale: 3e met 545,25 punten finale: 1e met 590,31 punten    |
| Loudy Tourky                   | 10m toren (v)           | Brons     | voorronde: 2e met 367,23 punten halve finale: 1e met 560,10 punten finale: 3e met 561,55 punten    |
| Irina Lasjko Chantelle Newbery | 3m plank synchroon (v)  | Brons     | 309,30 punten                                                                                      |
| Lynda Folauhola Loudy Tourky   | 10m toren synchroon (v) | 4e        | 313,92 punten                                                                                      |

### Softbal
| Olympiër | Discipline | Resultaat | Prestatie |
| --- | ---------- | --------- | --- |
| Sandra Allen Marissa Carpadios Fiona Crawford Amanda Doman Peta Edebone Tanya Harding Natalie Hodgskin Simmone Morrow Tracey Mosley Stacey Porter Melanie Roche Natalie Titcume Natalie Ward Brooke Wilkins Kerry Wyborn | vrouwen    | Zilver    | groepsfase: 2e W van Japan: 4-2 V van Verenigde Staten: 0-10 W van Chinees Taipei: 1-0 W van Italië: 8-0 W van China: 5-0 W van Canada: 1-0 W van Griekenland: 3-2 halve finale: V van Verenigde Staten: 0-5 bronzen finale: W van Japan: 3-0 finale: V van Verenigde Staten: 1-5 |

| Groepsfase |                  |             |             |             |    |    |     |        |
| #          | Land             | Wedstrijden | Wedstrijden | Wedstrijden |    |    |     | Punten |
| #          | Land             | G           | W           | V           |    |    |     | Punten |
| 1          | Verenigde Staten | 7           | 7           | 0           | 41 | 0  | +41 | 1000   |
| 2          | Australië        | 7           | 6           | 1           | 22 | 14 | +8  | .857   |
| 3          | Japan            | 7           | 4           | 3           | 17 | 8  | +9  | .571   |
| 4          | China            | 7           | 3           | 4           | 15 | 20 | −5  | .429   |
| 5          | Canada           | 7           | 3           | 4           | 6  | 14 | −8  | .429   |
| 6          | Chinees Taipei   | 7           | 2           | 5           | 3  | 13 | −10 | .286   |
| 7          | Griekenland      | 7           | 2           | 5           | 6  | 24 | −18 | .286   |
| 8          | Italië           | 7           | 1           | 6           | 8  | 24 | −16 | .143   |

| Ronde          | Datum  | Plaats           | Land | Score            | Land |
| -------------- | ------ | ---------------- | ---- | ---------------- | ---- |
| Groepsfase     |        |                  |      |                  |      |
| 14 augustus    | Athene | Australië        | 4-2  | Japan            |      |
| 15 augustus    | Athene | Australië        | 0-10 | Verenigde Staten |      |
| 16 augustus    | Athene | Chinees Taipei   | 0-1  | Australië        |      |
| 17 augustus    | Athene | Australië        | 8-0  | Italië           |      |
| 18 augustus    | Athene | Australië        | 5-0  | China            |      |
| 19 augustus    | Athene | Australië        | 1-0  | Canada           |      |
| 20 augustus    | Athene | Griekenland      | 2-3  | Australië        |      |
| Halve finale   |        |                  |      |                  |      |
| 22 augustus    | Athene | Verenigde Staten | 5-0  | Australië        |      |
| Bronzen finale |        |                  |      |                  |      |
| 22 augustus    | Athene | Australië        | 3-0  | Japan            |      |
| Finale         |        |                  |      |                  |      |
| 22 augustus    | Athene | Australië        | 1-5  | Verenigde Staten |      |

### Synchroonzwemmen
| Olympiër                    | Discipline | Resultaat | Prestatie                                                                          |
| --------------------------- | ---------- | --------- | ---------------------------------------------------------------------------------- |
| Amanda Laird Leonie Nichols | duet       | 24e       | technisch: 24e met 38,917 punten vrij: 24e met 38,834 punten totaal: 77,751 punten |

### Taekwondo
| Olympiër          | Discipline | Resultaat | Prestatie                                                              |
| ----------------- | ---------- | --------- | ---------------------------------------------------------------------- |
| Carlo Massimino   | -68kg (m)  | 9e        | voorronde: W van TUN Omrani: 7-2 kwartfinale: V van GUA Sagastume: 4-5 |
| Daniel Trenton    | -80kg (m)  | 9e        | voorronde: W van GBR Brown: 12-6 kwartfinale: V van IRI Karami: 9-13   |
|                   |            |           |                                                                        |
| Caroline Bartasek | -67kg (v)  | 11e       | voorronde: V van GUA Juárez: 0-7                                       |
| Tina Morgan       | +67kg (v)  | 11e       | voorronde: V van BRA Falavigna: 2-7                                    |

### Tafeltennis
| Olympiër                       | Discipline     | Resultaat | Prestatie |
| ------------------------------ | -------------- | --------- | --- |
| Trevor Brown                   | enkelspel (m)  | 49e       | 1e ronde: V van JPN Matsushuta: 0-4 (4-11, 6-11, 9-11, 3-11)                                                                                         |
| William Henzell                | enkelspel (m)  | 33e       | 1e ronde: W van USA Nguyen: 4-1 (11-7, 6-11, 11-7, 11-4, 11-9) 2e ronde: V van AUT Weixing: 0-4 (7-11, 3-11, 10-12, 6-11)                            |
| Russ Lavale                    | enkelspel (m)  | 49e       | 1e ronde: V van BIH Milicevic: 2-4 (12-10, 9-11, 4-11, 11-9, 16-18, 11-13)                                                                           |
| Trevor Brown Russ Lavale       | dubbelspel (m) | 33e       | 1e ronde: V van CAN Huang/Kassam: 0-4 (9-11, 3-11, 6-11, 8-11)                                                                                       |
| William Henzell David Zalcberg | dubbelspel (m) | 17e       | 1e ronde: W van ITA Mondello/Yang: 4-1 (11-6, 8-11, 11-7, 11-7, 11-5) 2e ronde: V van NED Heister/Keen: 1-4 (13-15, 10-12, 11-6, 12-14, 3-11)        |
|                                |                |           | |
| Lay Jian Fang                  | enkelspel (v)  | 33e       | 1e ronde: W van CRO Vaida: 4-0 (12-10, 11-5, 11-6, 13-11) 2e ronde: V van GER Wosik: 2-4 (11-3, 6-11, 11-6, 7-11, 8-11, 10-12)                       |
| Miao Miao                      | enkelspel (v)  | 33e       | 1e ronde: W van PER Espineira: 4-2 (8-11, 9-11, 11-5, 11-4, 11-6, 11-6) 2e ronde: V van JPN Fukuhara: 3-4 (11-5, 11-7, 9-11, 6-11, 6-11, 11-9, 9-11) |
| Lay Jian Fang Miao Miao        | dubbelspel (v) | 33e       | 1e ronde: vrij 2e ronde: V van NZL C Li/K Li: 2-4 (10-12, 11-8, 11-6, 5-11, 2-11, 12-14)                                                             |

### Tennis
| Olympiër                      | Discipline     | Resultaat | Prestatie |
| ----------------------------- | -------------- | --------- | --- |
| Wayne Arthurs                 | enkelspel (m)  | 17e       | 1e ronde: W van ROU Hănescu: 6-4, 7-6(4) 2e ronde: V van FRA Grosjean: 6-7(2), 3-6 |
| Mark Philippoussis            | enkelspel (m)  | 33e       | 1e ronde: V van BEL Rochus: 6-3, 0-6, 1-6 |
| Wayne Arthurs Todd Woodbridge | dubbelspel (m) | 9e        | 1e ronde: W van CZE Berdych/Novák: 6-4, 6-3 2e ronde: V van GER Kiefer/Schüttler: 6-7(3), 3-6 |
|                               |                |           | |
| Alicia Molik                  | enkelspel (v)  | Brons     | 1e ronde: W van RUS Dementieva: 4-6, 6-0, 6-3 2e ronde: W van SLO Srebotnik: 7-5, 6-4 3e ronde: W van USA Raymond: 6-4, 6-4 kwartfinale: W van JPN Sugiyama: 6-3, 6-4 halve finale: V van FRA Mauresmo: 6-7(8), 3-6 bronzen finale: W van RUS Myskina: 6-3, 6-4 |
| Nicole Pratt                  | enkelspel (v)  | 9e        | 1e ronde: W van SUI Casanova: 6-3, 7-5 2e ronde: W van ITA Garbin: 1-6, 7-6(5), 6-2 3e ronde: V van BEL Henin-Hardenne: 1-6, 0-6 |
| Samantha Stosur               | enkelspel (v)  | 64e       | 1e ronde: V van USA Rubin: 2-6, 7-6(8), 0-6 |
| Nicole Pratt Samantha Stosur  | dubbelspel (v) | 17e       | 1e ronde: V van ITA Garbin/Vinci: 0-6, 1-6 |
| Alicia Molik Rennae Stubbs    | dubbelspel (v) | 5e        | 1e ronde: W van EST Ani/Kanepi: 6-4, 6-1 2e ronde: W van COL Castaño/Zuluaga: 6-4, 6-2 kwartfinale: V van CHN Ting/Sun Tiantian: 3-6, 2-6 |

### Triatlon
| Olympiër        | Discipline | Resultaat | Prestatie      |
| --------------- | ---------- | --------- | -------------- |
| Greg Bennett    | mannen     | 4e        | 1:51.41,58     |
| Peter Robertson | mannen     | 24e       | 1:55.44,36     |
| Simon Thompson  | mannen     | 10e       | 1:52.47,18     |
|                 |            |           |                |
| Loretta Harrop  | vrouwen    | Zilver    | 2:04.50,17     |
| Rina Hill       | vrouwen    | 33e       | 2:11.58,86     |
| Maxine Seear    | vrouwen    | DNF       | niet gefinisht |

### Voetbal

#### Mannen
| Olympiër | Discipline | Resultaat | Prestatie |
| --- | ---------- | --------- | --- |
| John Aloisi Alex Brosque Tim Cahill Shane Cansdell-Sheriff Anthony Danze Spase Dilevski Ahmad Elrich Eugene Galekovic Ryan Griffiths Brett Holman Brad Jones Adrian Madaschi Jonathan McKain Craig Moore Jade North David Tarka Carl Valeri Luke Wilkshire | mannen     | 7e        | groep C: 2e G tegen Tunesië: 1-1 W van Servië en Montenegro: 5-1 V van Argentinië: 0-1 kwartfinale: V van Irak: 0-1 |

| Groep C |                      |             |             |             |             |            |            |            |        |
| #       | Land                 | Wedstrijden | Wedstrijden | Wedstrijden | Wedstrijden | Doelpunten | Doelpunten | Doelpunten | Punten |
| #       | Land                 | G           | W           | G           | V           | V          | T          | Saldo      | Punten |
| 1       | Argentinië           | 3           | 3           | 0           | 0           | 9          | 0          | +9         | 9      |
| 2       | Australië            | 3           | 1           | 1           | 1           | 6          | 3          | +3         | 4      |
| 3       | Tunesië              | 3           | 1           | 1           | 1           | 4          | 5          | −1         | 4      |
| 4       | Servië en Montenegro | 3           | 0           | 0           | 3           | 3          | 14         | −11        | 0      |

| Ronde       | Datum  | Plaats               | Land | Score     | Land |
| ----------- | ------ | -------------------- | ---- | --------- | ---- |
| Groepsfase  |        |                      |      |           |      |
| 11 augustus | Athene | Tunesië              | 1-1  | Australië |      |
| 14 augustus | Athene | Servië en Montenegro | 1-5  | Australië |      |
| 17 augustus | Athene | Argentinië           | 1-0  | Australië |      |
| Kwartfinale |        |                      |      |           |      |
| 21 augustus | Athene | Irak                 | 1-0  | Australië |      |

#### Vrouwen
| Olympiër | Discipline | Resultaat | Prestatie |
| --- | ---------- | --------- | --- |
| Dianne Alagich Melissa Barbieri Rhian Davies Lisa De Vanna Gillian Foster Heather Garriock Tal Karp Cassandra Kell Selin Kuralay Kylie Ledbrook Joanne Peters Karla Reuter Cheryl Salisbury Sally Shipard Thea Slatyer Danielle Small Sacha Wainwright Sarah Walsh | vrouwen    | 5e        | groep C: 3e V van Brazilië: 0-1 W van Griekenland: 1-0 G tegen Verenigde Staten: 1-1 kwartfinale: V van Zweden: 1-2 |

| Groep C |                  |             |             |             |             |            |            |            |        |
| #       | Land             | Wedstrijden | Wedstrijden | Wedstrijden | Wedstrijden | Doelpunten | Doelpunten | Doelpunten | Punten |
| #       | Land             | G           | W           | G           | V           | V          | T          | Saldo      | Punten |
| 1       | Verenigde Staten | 3           | 2           | 1           | 0           | 6          | 1          | +5         | 7      |
| 2       | Brazilië         | 3           | 2           | 0           | 1           | 8          | 2          | +6         | 6      |
| 3       | Australië        | 3           | 1           | 1           | 1           | 2          | 2          | −1         | 4      |
| 4       | Griekenland      | 3           | 0           | 0           | 3           | 0          | 11         | −11        | 0      |

| Ronde       | Datum        | Plaats           | Land | Score     | Land |
| ----------- | ------------ | ---------------- | ---- | --------- | ---- |
| Groepsfase  |              |                  |      |           |      |
| 11 augustus | Thessaloniki | Brazilië         | 1-0  | Australië |      |
| 14 augustus | Iraklion     | Griekenland      | 0-1  | Australië |      |
| 17 augustus | Thessaloniki | Verenigde Staten | 1-1  | Australië |      |
| Kwartfinale |              |                  |      |           |      |
| 20 augustus | Volos        | Zweden           | 2-1  | Australië |      |

### Volleybal

#### Beach
| Olympiër                         | Discipline | Resultaat | Prestatie |
| -------------------------------- | ---------- | --------- | --- |
| Andrew Schacht Joshua Slack      | beach (m)  | 9e        | groep A: 3e V van USA Holdren/Metzger: 1-2 (24-22, 22-24, 13-15) V van BRA Santos/Rego: 0-2 (17-21, 17-21) W van NOR Horrem/Maaseide: 2-0 (21-18, 21-17) 2e ronde: V van GER Scheuerpflug/Dieckmann: 0-2 (19-21, 12-21) |
| Julien Prosser Mark Williams     | beach (m)  | 4e        | groep E: 2e W van USA Blanton/Nygaard: 2-0 (21-14, 21-16) V van SUI Kobel/Heuscher: 1-2 (21-16, 20-22, 9-15) W van CAN Child/Heese: 2-1 (21-18, 15-21, 15-12) 2e ronde: W van RSA Rorich/Pocock: 2-0 (21-14, 21-10) kwartfinale: W van GER Scheuerpflug/Dieckmann: 2-1 (16-21, 21-19, 15-10) halve finale: V van ESP Bosma/Herrera: 0-2 (18-21, 18-21) bronzen finale: V van SUI Kobel/Heuscher: 1-2 (21-19, 17-21, 13-15)      |
|                                  |            |           | |
| Summer Lochowicz Kerri Pottharst | beach (v)  | 9e        | groep F: 1e W van CHN Jia/Fei: 2-0 (21-18, 21-18) W van GRE Karadassiou/Sfyri: 2-1 (21-15, 15-21, 16-14) W van MEX García/Gaxiola: 2-0 (26-24, 22-20) 2e ronde: V van AUS Natalie Cook/Nicole Sanderson: 0-2 (16-21, 12-21) |
| Natalie Cook Nicole Sanderson    | beach (v)  | 4e        | groep E: 2e W van BUL Jantsjoelova/Jantsjoelova: 2-0 (21-16, 21-12) W van CHN Lu/Wenhui: 2-1 (21-16, 17-21, 17-15) V van GER Rau/Pohl: 0-2 (10-21, 20-22) 2e ronde: W van AUS Summer Lochowicz/Kerri Pottharst: 2-0 (21-16, 21-12) kwartfinale: W van ITA Gattelli/Perrotta: 2-1 (21-16, 14-21, 15-12) halve finale: V van BRA Bede/Behar: 0-2 (17-21, 16-21) bronzen finale: V van USA McPeak/Youngs: 1-2 (18-21, 21-15, 9-15) |

#### Indoor
| Olympiër | Discipline | Resultaat | Prestatie |
| --- | ---------- | --------- | --- |
| Brett Alderman David Beard Luke Campbell Zane Christensen Andrew Earl David Ferguson Benjamin Hardy Dan Howard Travis Moran Grant Sorensen Hidde Van Beest Matthew Young | zaal (m)   | 11e       | groep B: 6e V van Brazilië: 1-3 (25-23, 19-25, 12-25, 21-25) V van Rusland: 0-3 (17-25, 24-26, 23-25) V van Italië: 0-3 (20-25, 18-25, 21-25) V van Verenigde Staten: 1-3 (19-25, 25-23, 13-25, 19-25) V van Nederland: 0-3 (22-25, 17-25, 16-25) |

| Groep B |                  |             |             |             |      |      |       |           |           |           |        |
| #       | Land             | Wedstrijden | Wedstrijden | Wedstrijden | Sets | Sets | Sets  | Setpunten | Setpunten | Setpunten | Punten |
| #       | Land             | G           | W           | V           | V    | T    | Saldo | V         | T         | Saldo     | Punten |
| 1       | Brazilië         | 5           | 4           | 1           | 13   | 7    | +6    | 483       | 431       | +52       | 9      |
| 2       | Italië           | 5           | 3           | 2           | 13   | 7    | +6    | 465       | 434       | +31       | 8      |
| 3       | Verenigde Staten | 5           | 3           | 2           | 11   | 8    | +3    | 437       | 423       | +14       | 8      |
| 4       | Rusland          | 5           | 3           | 2           | 11   | 9    | +2    | 452       | 430       | +22       | 8      |
| 5       | Nederland        | 5           | 2           | 3           | 7    | 11   | −4    | 391       | 419       | −28       | 7      |
| 6       | Australië        | 5           | 0           | 5           | 2    | 15   | −13   | 331       | 422       | −91       | 5      |

| Ronde       | Datum  | Plaats    | Land | Score            | Land |
| ----------- | ------ | --------- | ---- | ---------------- | ---- |
| Groepsfase  |        |           |      |                  |      |
| 15 augustus | Athene | Brazilië  | 3-1  | Australië        |      |
| 17 augustus | Athene | Australië | 0-3  | Rusland          |      |
| 19 augustus | Athene | Italië    | 3-0  | Australië        |      |
| 21 augustus | Athene | Australië | 1-3  | Verenigde Staten |      |
| 23 augustus | Athene | Nederland | 3-0  | Australië        |      |

### Waterpolo

#### Mannen
| Olympiër | Discipline | Resultaat | Prestatie |
| --- | ---------- | --------- | --- |
| Pietro Figlioli Trent Franklin Tomet Jenkins Sam McGregor Craig Miller Tim Neesham Aleksandr Osadchuk Dean Semmens James Stanton Rafael Sterk Nathan Thomas Thomas Whalan Gavin Woods | mannen     | 9e        | groep B: 5e W van Egypte: 14-3 V van Italië: 4-8 V van Spanje: 4-8 V van Griekenland: 9-10 G van Duitsland: 6-6 9-12e plek: W van Kazachstan: 10-5 7-10e plek: V van Verenigde Staten: 5-6 9-10e plek: W van Kroatië: 8-7 |

| Groep B |             |             |             |             |             |        |        |        |        |
| #       | Land        | Wedstrijden | Wedstrijden | Wedstrijden | Wedstrijden | Punten | Punten | Punten | Punten |
| #       | Land        | G           | W           | G           | V           | V      | T      | Saldo  | Punten |
| 1       | Griekenland | 5           | 4           | 0           | 1           | 43     | 27     | +16    | 8      |
| 2       | Duitsland   | 5           | 3           | 1           | 1           | 40     | 28     | +12    | 7      |
| 3       | Spanje      | 5           | 3           | 0           | 2           | 35     | 31     | +4     | 6      |
| 4       | Italië      | 5           | 3           | 0           | 2           | 39     | 24     | +15    | 6      |
| 5       | Australië   | 5           | 1           | 1           | 3           | 37     | 35     | +2     | 4      |
| 6       | Egypte      | 5           | 0           | 0           | 5           | 18     | 67     | −49    | 0      |

| Ronde       | Datum  | Plaats           | Land | Score     | Land |
| ----------- | ------ | ---------------- | ---- | --------- | ---- |
| Groepsfase  |        |                  |      |           |      |
| 15 augustus | Athene | Egypte           | 3-14 | Australië |      |
| 17 augustus | Athene | Australië        | 4-8  | Italië    |      |
| 19 augustus | Athene | Spanje           | 8-4  | Australië |      |
| 21 augustus | Athene | Griekenland      | 10-9 | Australië |      |
| 23 augustus | Athene | Duitsland        | 6-6  | Australië |      |
| 9-12e plek  |        |                  |      |           |      |
| 25 augustus | Athene | Kazachstan       | 5-10 | Australië |      |
| 7-10e plek  |        |                  |      |           |      |
| 27 augustus | Athene | Verenigde Staten | 6-5  | Australië |      |
| 9-10e plek  |        |                  |      |           |      |
| 29 augustus | Athene | Australië        | 8-7  | Kroatië   |      |

#### Vrouwen
| Olympiër | Discipline | Resultaat | Prestatie |
| --- | ---------- | --------- | --- |
| Belinda Brooks Jemma Brownlow Naomi Castle Nikita Cuffe Joanne Fox Kate Gynther Kelly Heuchan Emma Knox Elise Norwood Melissa Rippon Rebecca Rippon Bronwyn Smith Jodie Stuhmcke | vrouwen    | 4e        | groep B: 1e W van Italië: 6-5 W van Kazachstan: 9-4 G tegen Griekenland: 7-7 halve finale: V van Griekenland: 2-6 bronzen finale: V van Verenigde Staten: 5-6 |

| Groep B |             |             |             |             |             |        |        |        |        |
| #       | Land        | Wedstrijden | Wedstrijden | Wedstrijden | Wedstrijden | Punten | Punten | Punten | Punten |
| #       | Land        | G           | W           | G           | V           | V      | T      | Saldo  | Punten |
| 1       | Australië   | 3           | 2           | 0           | 1           | 43     | 27     | +16    | 8      |
| 2       | Italië      | 3           | 2           | 1           | 0           | 40     | 28     | +12    | 7      |
| 3       | Griekenland | 3           | 1           | 1           | 1           | 35     | 31     | +4     | 6      |
| 4       | Kazachstan  | 3           | 0           | 0           | 3           | 39     | 24     | +15    | 6      |

| Ronde        | Datum  | Plaats    | Land | Score            | Land |
| ------------ | ------ | --------- | ---- | ---------------- | ---- |
| Groepsfase   |        |           |      |                  |      |
| 16 augustus  | Athene | Australië | 9-4  | Italië           |      |
| 18 augustus  | Athene | Australië | 6-5  | Kazachstan       |      |
| 20 augustus  | Athene | Australië | 7-7  | Griekenland      |      |
| Halve finale |        |           |      |                  |      |
| 24 augustus  | Athene | Australië | 2-6  | Griekenland      |      |
| 7-10e plek   |        |           |      |                  |      |
| 26 augustus  | Athene | Australië | 5-6  | Verenigde Staten |      |

### Wielersport
| Olympiër                                             | Discipline                    | Resultaat | Prestatie |
| Baan                                                 | Baan                          | Baan      | Baan |
| ---------------------------------------------------- | ----------------------------- | --------- | --- |
| Ryan Bayley                                          | keirin (m)                    | Goud      | serie 1: 1e 2e ronde: 1e finale: 1e |
| Shane Kelly                                          | keirin (m)                    | Brons     | serie 3: 1e 2e ronde: 1e finale: 3e |
| Ryan Bayley                                          | sprint (m)                    | Goud      | kwalificatie: 1e in 10,177 1e ronde: W van GER Nimke: 10,510 2e ronde: W van MAS Ng: 10,520 kwartfinale 1: W van BAR Forde: 2-0 halve finale 1: W van FRA Gané: 2-0 finale: W van NED Bos: 2-1 |
| Sean Eadie                                           | sprint (m)                    | 12e       | kwalificatie: 9e in 10,454 1e ronde: W van POL Kwiatkowki: 11,025 2e ronde: V van FRA Bourgain 2e ronde herkansingen: 3e 9-12e plek: 4e                                                        |
| Graeme Brown Brett Lancaster Brad McGee Luke Roberts | ploegenachtervolging (m)      | Goud      | kwalificatie: 1e in 4.00,613 serie 4: W van Litouwen: 3.56,510 finale: W van Groot-Brittannië: 3.58,233                                                                                        |
| Ryan Bayley Sean Eadie Shane Kelly                   | teamsprint (m)                | 4e        | serie 1: W van Spanje: 44,320 bronzen finale: V van Frankrijk: 44,404 |
| Brad McGee                                           | individuele achtervolging (m) | Zilver    | kwalificatie: 3e in 4.17,510 serie 2: W van GER Bartko: 4.17,978 finale: V van GBR Wiggins: 4.20,436                                                                                           |
| Luke Roberts                                         | individuele achtervolging (m) | 5e        | kwalificatie: 7e in 4.19,353 serie 2: V van ESP Escobar: 4.20,3367 |
| Shane Kelly                                          | tijdrit (m)                   | 4e        | 1.01,224 |
| Mark Renshaw                                         | puntenkoers (m)               | 6e        | 60 punten |
| Graeme Brown Stuart O'Grady                          | ploegkoers (m)                | Goud      | 22 punten |
|                                                      |                               |           | |
| Anna Meares                                          | sprint (v)                    | Brons     | kwalificatie: 1e in 11,291 1e ronde: W van BUL Radanova: 11,927 kwartfinale 1: W van GER Meinke: 2-0 halve finale 1: V van CAN Muenzer: 1-2 bronzen finale: W van RUS Grankovskaya: 2-0        |
| Katherine Bates                                      | individuele achtervolging (m) | 4e        | kwalificatie: 4e in 3.31,236 serie 1: W van RUS Chalyky: 3.34,743 bronzen finale: V van NED Zijlaard-van Moorsel: 3.31,715                                                                     |
| Katie Mactier                                        | individuele achtervolging (m) | Zilver    | kwalificatie: 2e in 3.29,945 serie 2: W van GBR Davies: 3.28,095 finale: V van NZL Ulmer: 3.27,650                                                                                             |
| Anna Meares                                          | tijdrit (v)                   | Goud      | 33,952 (WR) |
| Katherine Bates                                      | puntenkoers (v)               | 8e        | 7 punten |
| Mountainbike                                         |                               |           | |
| Joshua Fleming                                       | mannen                        | 31e       | 2:29.54 |
| Sid Taberlay                                         | mannen                        | 23e       | 2:26.16 |
|                                                      |                               |           | |
| Joshua Fleming                                       | vrouwen                       | 10e       | 2:07.01 |
| Weg                                                  |                               |           | |
| Michael Rogers                                       | tijdrit (m)                   | Brons     | 58.01,67 |
| Baden Cooke                                          | wegwedstrijd (m)              | DNF       | niet gefinisht |
| Robbie McEwen                                        | wegwedstrijd (m)              | 11e       | 5:41.56 |
| Stuart O'Grady                                       | wegwedstrijd (m)              | 32e       | 5:41.56 |
| Michael Rogers                                       | wegwedstrijd (m)              | DNF       | niet gefinisht |
| Matt White                                           | wegwedstrijd (m)              | DNF       | niet gefinisht |
|                                                      |                               |           | |
| Oenone Wood                                          | tijdrit (v)                   | 6e        | 32.16,00 |
| Sara Carrigan                                        | wegwedstrijd (v)              | Goud      | 3:24.24 |
| Oenone Wood                                          | wegwedstrijd (v)              | 12e       | 3:25.42 |
| Olivia Gollan                                        | wegwedstrijd (v)              | 4e        | 3:25.03 |

### Worstelen
| Olympiër    | Discipline  | Resultaat   | Prestatie                                                    |
| Vrije stijl | Vrije stijl | Vrije stijl | Vrije stijl                                                  |
| ----------- | ----------- | ----------- | ------------------------------------------------------------ |
| Ali Abdo    | -74kg (m)   | 20e         | groep 5: 3e V van BLR Gaidarov: 0-10 V van ITA Rinella: 0-11 |

### Zeilen
| Olympiër                                      | Discipline  | Resultaat | Prestatie                                              |
| --------------------------------------------- | ----------- | --------- | ------------------------------------------------------ |
| Lars Kleppich                                 | mistral (m) | 8e        | 84 punten: (9-12-10-4-13-2-8-6-6-31-14)                |
| Anthony Nossiter                              | finn (m)    | 6e        | 93 punten: (18-8-4-7-8-13-1-8-20-6-25)                 |
| Malcolm Page Nathan Wilmot                    | 470 (m)     | 12e       | 119 punten: (12-DSQ-3-3-19-3-4-18-3-26-OCS)            |
| Colin Beashel David Giles                     | star (m)    | 15e       | 98 punten: (9-7-OCS-5-4-13-11-16-14-6-13)              |
|                                               |             |           |                                                        |
| Jessica Crisp                                 | mistral (v) | 6e        | 74 punten: (4-11-13-5-7-6-7-7-9-5-13)                  |
| Sarah Blanck                                  | europe (v)  | 4e        | 75 punten: (3-7-2-11-9-2-13-8-12-8-24)                 |
| Jennifer Armstrong Belinda Stowell            | 470 (v)     | 14e       | 108 punten: (14-12-6-14-11-11-10-8-13-9-19)            |
| Nicky Bethwaite Karyn Gojnich Kristin Kosmala | yngling (v) | 13e       | 92 punten: (11-11-12-10-8-16-5-2-13-10-10)             |
|                                               |             |           |                                                        |
| Michael Blackburn                             | laser       | 9e        | 112 punten: (18-2-10-19-5-6-2-20-13-17-32)             |
| Gary Boyd Chris Nicholson                     | 49er        | 7e        | 105 punten: (13-6-15-1-17-18-10-1-7-3-1-17-2-1-OCS-11) |
| Darren Bundock John Forbes                    | tornado     | 6e        | 61 punten: (9-7-12-11-1-2-3-4-12-1-14)                 |

### Zwemmen
| Olympiër                                                                                            | Discipline            | Resultaat | Prestatie                                                                       |
| --------------------------------------------------------------------------------------------------- | --------------------- | --------- | ------------------------------------------------------------------------------- |
| Ashley Callus                                                                                       | 50m vrije slag (m)    | 26e       | serie 11: 8e in 22,82                                                           |
| Brett Hawke                                                                                         | 50m vrije slag (m)    | 6e        | serie 9: 4e in 22,42 halve finale 1: 2e in 22,07 finale: 6e in 22,18            |
| Ashley Callus                                                                                       | 100m vrije slag (m)   | 31e       | serie 8: 8e in 50,56                                                            |
| Ian Thorpe                                                                                          | 100m vrije slag (m)   | Brons     | serie 8: 1e in 49,17 halve finale 1: 3e in 49,21 finale: 3e in 48,56            |
| Grant Hackett                                                                                       | 200m vrije slag (m)   | 5e        | serie 7: 2e in 1.48,90 halve finale 2: 3e in 1.47,61 finale: 5e in 1.46,56      |
| Ian Thorpe                                                                                          | 200m vrije slag (m)   | Goud      | serie 8: 1e in 1.47,22 halve finale 2: 1e in 1.46,65 finale: 1e in 1.44,71 (OR) |
| Grant Hackett                                                                                       | 400m vrije slag (m)   | Zilver    | serie 6: 1e in 3.46,55 finale: 2e in 3.43,36                                    |
| Ian Thorpe                                                                                          | 400m vrije slag (m)   | Goud      | serie 5: 1e in 3.46,36 finale: 1e in 3.43,10                                    |
| Grant Hackett                                                                                       | 1500m vrije slag (m)  | Goud      | serie 5: 2e in 15.01,89 finale: 1e in 14.43,40 (OR)                             |
| Craig Stevens                                                                                       | 1500m vrije slag (m)  | 8e        | serie 5: 4e in 15.09,54 finale: 8e in 15.13,66                                  |
| Josh Watson                                                                                         | 100m rugslag (m)      | 17e       | serie 5: 6e in 55,85                                                            |
| Matt Welsh                                                                                          | 100m rugslag (m)      | 5e        | serie 5: 3e in 55,35 halve finale 2: 3e in 54,69 finale: 5e in 54,52            |
| Patrick Murphy                                                                                      | 200m rugslag (m)      | 18e       | serie 3: 5e in 2.01,26                                                          |
| Matt Welsh                                                                                          | 200m rugslag (m)      | 5e        | serie 3: 6e in 2.01,73                                                          |
| Jim Piper                                                                                           | 100m schoolslag (m)   | 19e       | serie 8: 7e in 1.02,16                                                          |
| Regan Harrison                                                                                      | 200m schoolslag (m)   | 23e       | serie 4: 7e in 2.15,86                                                          |
| Jim Piper                                                                                           | 200m schoolslag (m)   | DSQ       | serie 6: 4e in 2.13,79 halve finale 1: 4e in 2.12,22 finale: gediskwalificeerd  |
| Geoff Huegill                                                                                       | 100m vlinderslag (m)  | 8e        | serie 7: 2e in 52,54 halve finale 2: 5e in 52,64 finale: 8e in 52,56            |
| Adam Pine                                                                                           | 100m vlinderslag (m)  | 20e       | serie 8: 8e in 53,45                                                            |
| Travis Nederpelt                                                                                    | 200m vlinderslag (m)  | 17e       | serie 4: 5e in 1.58,93                                                          |
| Justin Norris                                                                                       | 200m vlinderslag (m)  | 11e       | serie 5: 3e in 1.58,05 halve finale 1: 5e in 1.57,96                            |
| Adam Lucas                                                                                          | 200m wisselslag (m)   | 17e       | serie 7: 7e in 2.02,12                                                          |
| Justin Norris                                                                                       | 200m wisselslag (m)   | 27e       | serie 5: 7e in 2.03,87                                                          |
| Travis Nederpelt                                                                                    | 400m wisselslag (m)   | 8e        | serie 5: 3e in 4.16,77 finale: 8e in 4.20,08                                    |
| Justin Norris                                                                                       | 400m wisselslag (m)   | 11e       | serie 5: 4e in 4.16,90                                                          |
| Ashley Callus Michael Klim Todd Pearson Eamon Sullivan Ian Thorpe Jono van Hazel                    | 4x100m vrije slag (m) | 6e        | serie 2: 2e in 3.17,64 finale: 6e in 3.15,77                                    |
| Grant Hackett Michael Klim Antony Matkovich Todd Pearson Nicholas Sprenger Craig Stevens Ian Thorpe | 4x200m vrije slag (m) | Zilver    | serie 2: 1e in 7.14,85 finale: 2e in 7.07,46                                    |
| Michael Klim Adam Pine Jim Piper Matt Welsh                                                         | 4x100m wisselslag (m) | 9e        | serie 1: 3e in 3.39,14                                                          |
| |                       |           |                                                                                 |
| Michelle Engelsman                                                                                  | 50m vrije slag (v)    | 26e       | serie 8: 1e in 25,28 halve finale 2: 4e in 25,13 finale: 6e in 25,06            |
| Libby Lenton                                                                                        | 50m vrije slag (v)    | Brons     | serie 9: 2e in 25,31 halve finale 2: 2e in 24,90 finale: 3e in 24,91            |
| Jodie Henry                                                                                         | 100m vrije slag (v)   | Goud      | serie 6: 2e in 55,13 halve finale 2: 1e in 53,52 (WR) finale: 1e in 53,84       |
| Libby Lenton                                                                                        | 100m vrije slag (v)   | 9e        | serie 7: 2e in 54,89 halve finale 1: 5e in 55,17                                |
| Elka Graham                                                                                         | 200m vrije slag (v)   | 9e        | serie 4: 2e in 2.00,13 halve finale 2: 6e in 1.59,44                            |
| Linda Mackenzie                                                                                     | 200m vrije slag (v)   | 19e       | serie 6: 7e in 2.02,04                                                          |
| Elka Graham                                                                                         | 400m vrije slag (v)   | 13e       | serie 5: 5e in 4.11,67                                                          |
| Linda Mackenzie                                                                                     | 400m vrije slag (v)   | 7e        | serie 7: 3e in 4.08,46 finale: 7e in 4.10,92                                    |
| Linda Mackenzie                                                                                     | 800m vrije slag (v)   | 10e       | serie 3: 3e in 8.35,90                                                          |
| Sarah Paton                                                                                         | 800m vrije slag (v)   | 9e        | serie 2: 4e in 8.35,81                                                          |
| Marieke Guehrer                                                                                     | 100m rugslag (v)      | 20e       | serie 5: 6e in 1.02,76                                                          |
| Giaan Rooney                                                                                        | 100m rugslag (v)      | 9e        | serie 5: 2e in 1.01,96 halve finale 1: 4e in 1.01,41 (AR)                       |
| Frances Adcock                                                                                      | 200m rugslag (v)      | 16e       | serie 5: 6e in 2.14,85 halve finale 2: 8e in 2.15,69                            |
| Melissa Morgan                                                                                      | 200m rugslag (v)      | 15e       | serie 3: 4e in 2.14,06 halve finale 2: 7e in 2.13,34                            |
| Brooke Hanson                                                                                       | 100m schoolslag (v)   | Zilver    | serie 4: 1e in 1.07,35 halve finale 2: 2e in 1.07,75 finale: 2e in 1.07,15      |
| Leisel Jones                                                                                        | 100m schoolslag (v)   | Brons     | serie 6: 1e in 1.07,69 halve finale 1: 1e in 1.06,78 (OR) finale: 3e in 1.07,16 |
| Brooke Hanson                                                                                       | 200m schoolslag (v)   | 8e        | serie 4: 3e in 2.27,38 halve finale 1: 1e in 2.26,43 finale: 8e in 2.26,39      |
| Leisel Jones                                                                                        | 200m schoolslag (v)   | Goud      | serie 4: 1e in 2.26,02 halve finale 2: 3e in 2.26,71 finale: 1e in 2.23,37 (OR) |
| Jessicah Schipper                                                                                   | 100m vlinderslag (v)  | 4e        | serie 5: 3e in 58,57 halve finale 2: 3e in 58,63 finale: 4e in 58,22            |
| Petria Thomas                                                                                       | 100m vlinderslag (v)  | Goud      | serie 5: 1e in 57,47 halve finale 2: 2e in 57,93 finale: 1e in 57,72            |
| Felicity Galvez                                                                                     | 200m vlinderslag (v)  | 5e        | serie 4: 2e in 2.11,17 halve finale 2: 3e in 2.09,54 finale: 5e in 2.09,28      |
| Petria Thomas                                                                                       | 200m vlinderslag (v)  | Zilver    | serie 3: 1e in 2.10,87 halve finale 2: 2e in 2.09,24 finale: 2e in 2.06,36      |
| Lara Carrol                                                                                         | 200m wisselslag (v)   | 6e        | serie 4: 4e in 2.16,17 halve finale 2: 3e in 2.13,80 finale: 6e in 2.13,74      |
| Alice Mills                                                                                         | 200m wisselslag (v)   | 10e       | serie 3: 3e in 2.15,62 halve finale 2: 6e in 2.14,95                            |
| Lara Carrol                                                                                         | 400m wisselslag (v)   | 12e       | serie 2: 5e in 4.46,32                                                          |
| Jennifer Reilly                                                                                     | 400m wisselslag (v)   | 19e       | serie 3: 6e in 4.49,04                                                          |
| Jodie Henry Libby Lenton Alice Mills Sarah Ryan Petria Thomas                                       | 4x100m vrije slag (v) | Goud      | serie 2: 1e in 3.38,26 (AR) finale: 1e in 3.35,94 (WR)                          |
| Elka Graham Linda Mackenzie Alice Mills Shayne Reese Giaan Rooney Petria Thomas                     | 4x200m vrije slag (v) | 4e        | serie 2: 2e in 8.01,85 finale: 4e in 7.57,40 (AR)                               |
| Brooke Hanson Jodie Henry Leisel Jones Alice Mills Giaan Rooney Jessicah Schipper Petria Thomas     | 4x100m wisselslag (v) | Goud      | serie 2: 1e in 4.01,17 finale: 1e in 3.57,32 (WR)                               |

Afghanistan · Albanië · Algerije · Amerikaanse Maagdeneilanden · Amerikaans-Samoa · Andorra · Angola · Antigua en Barbuda · Argentinië · Armenië · Aruba · Australië · Azerbeidzjan · Bahama's · Bahrein · Bangladesh · Barbados · België · Belize · Benin · Bermuda · Bhutan · Bolivia · Bosnië en Herzegovina · Botswana · Brazilië · Britse Maagdeneilanden · Brunei · Bulgarije · Burkina Faso · Burundi · Cambodja · Canada · Centraal-Afrikaanse Republiek · Chili · China · Chinees Taipei · Colombia · Comoren · Congo-Brazzaville · Congo-Kinshasa · Cookeilanden · Costa Rica · Cuba · Cyprus · Denemarken · Djibouti · Dominica · Dominicaanse Republiek · Duitsland · Ecuador · Egypte · El Salvador · Equatoriaal-Guinea · Eritrea · Estland · Ethiopië · Fiji · Filipijnen · Finland · Frankrijk · Gabon · Gambia · Georgië · Ghana · Grenada · Griekenland · Groot-Brittannië · Guam · Guatemala · Guinee · Guinee‑Bissau · Guyana · Haïti · Honduras · Hongarije · Hongkong · Ierland · IJsland · India · Indonesië · Irak · Iran · Israël · Italië · Ivoorkust · Jamaica · Japan · Jemen · Jordanië · Kaaimaneilanden · Kaapverdië · Kameroen · Kazachstan · Kenia · Kirgizië · Kiribati · Koeweit · Kroatië · Laos · Lesotho · Letland · Libanon · Liberia · Libië · Liechtenstein · Litouwen · Luxemburg · Macedonië · Madagaskar · Malawi · Malediven · Maleisië · Mali · Malta · Marokko · Mauritanië · Mauritius · Mexico · Micronesië · Moldavië · Monaco · Mongolië · Mozambique · Myanmar · Namibië · Nauru · Nederland · Nederlandse Antillen · Nepal · Nicaragua · Nieuw-Zeeland · Niger · Nigeria · Noord-Korea · Noorwegen · Oeganda · Oekraïne · Oezbekistan · Oman · Oostenrijk · Oost‑Timor · Pakistan · Palau · Palestina · Panama · Papoea-Nieuw-Guinea · Paraguay · Peru · Polen · Portugal · Puerto Rico · Qatar · Roemenië · Rusland · Rwanda · Saint Kitts en Nevis · Saint Lucia · Saint Vincent en Grenadines · Salomonseilanden · Samoa · San Marino · Sao Tomé en Principe · Saoedi-Arabië · Senegal · Servië en Montenegro · Seychellen · Sierra Leone · Singapore · Slovenië · Slowakije · Soedan · Somalië · Spanje · Sri Lanka · Suriname · Swaziland · Syrië · Tadzjikistan · Tanzania · Thailand · Togo · Tonga · Trinidad en Tobago · Tsjaad · Tsjechië · Tunesië · Turkije · Turkmenistan · Uruguay · Vanuatu · Venezuela · Verenigde Arabische Emiraten · Verenigde Staten · Vietnam · Wit-Rusland · Zambia · Zimbabwe · Zuid-Afrika · Zuid-Korea · Zweden · Zwitserland